# Rio de la Toleta

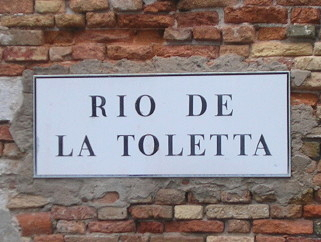

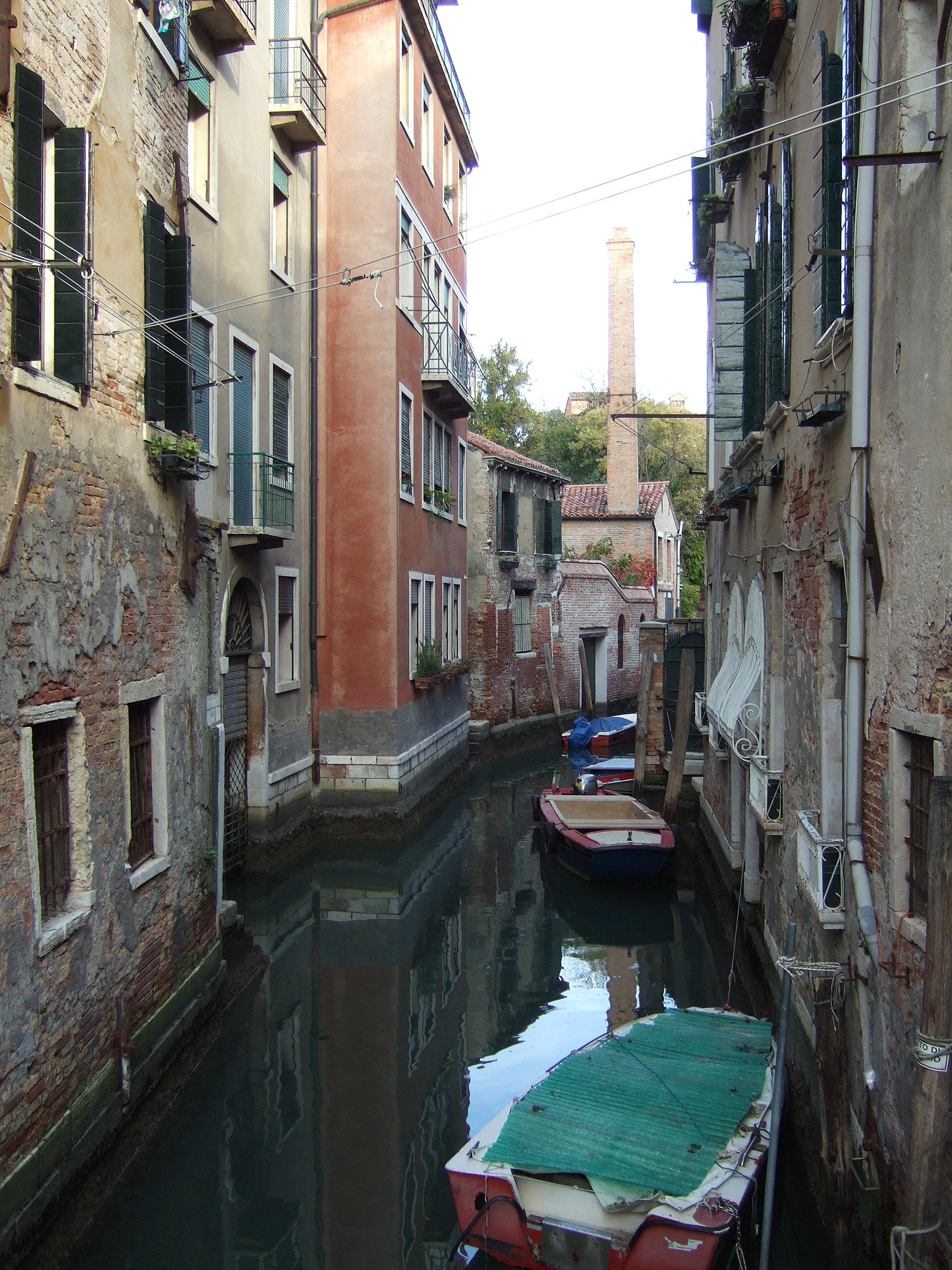
Vue vers l'est du Ponte della Toletta

Le rio de la Toléta (en italien : rio della Toletta; canal de la tablette) est un canal de Venise dans le sestiere de Dorsoduro.

## Toponymie
La tradition veut que jadis une toleta, petite table, fît office de bureau du pont pour traverser le canal.

## Description
Le rio della Toletta a une longueur d'environ 200 mètres. Il fait le lien entre le rio Malpaga et le rio de San Trovaso d'abord en sens sud, mais ensuite principalement en sens est, parallèlement au rio del Malpaga.

### Sacca de la Toleta

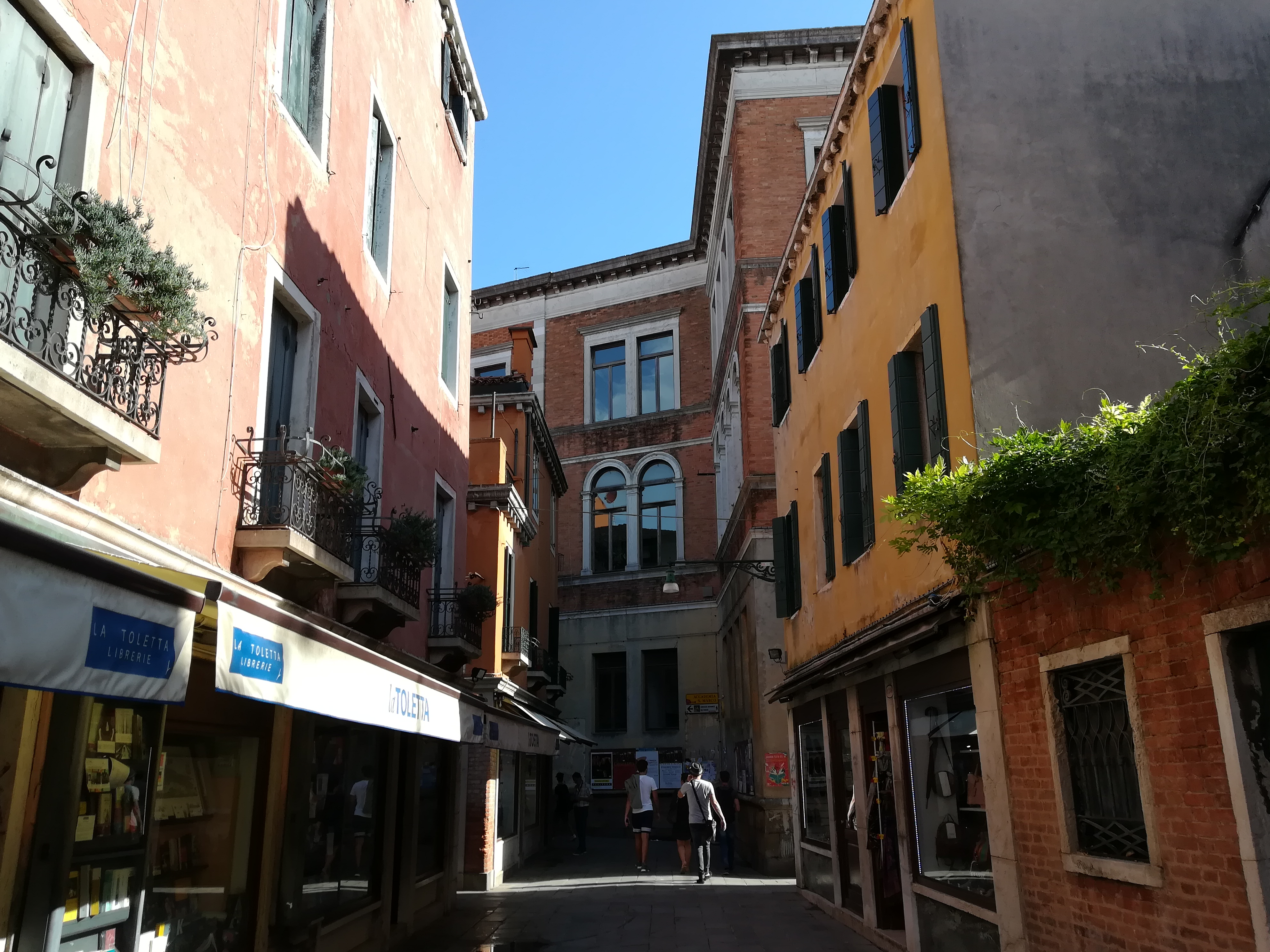
Sacca de la Toleta

La Sacca de la Toleta a été construite en 1777 lors de l'enfouissement du Rielo de la Toleta. Le Rielo de la Toleta était un canal mort qui s'écartait du Rio de la Toleta à la courbe de la Fondamenta de la Toleta, puis se poursuivait sur 30 mètres.

## Situation et édifices remarquables
- Ce rio débouche sur le rio di San Trovaso à la hauteur de Casa Mainella (Venice).

## Ponts
Ce rio est traversé par deux ponts (d'est en ouest) :

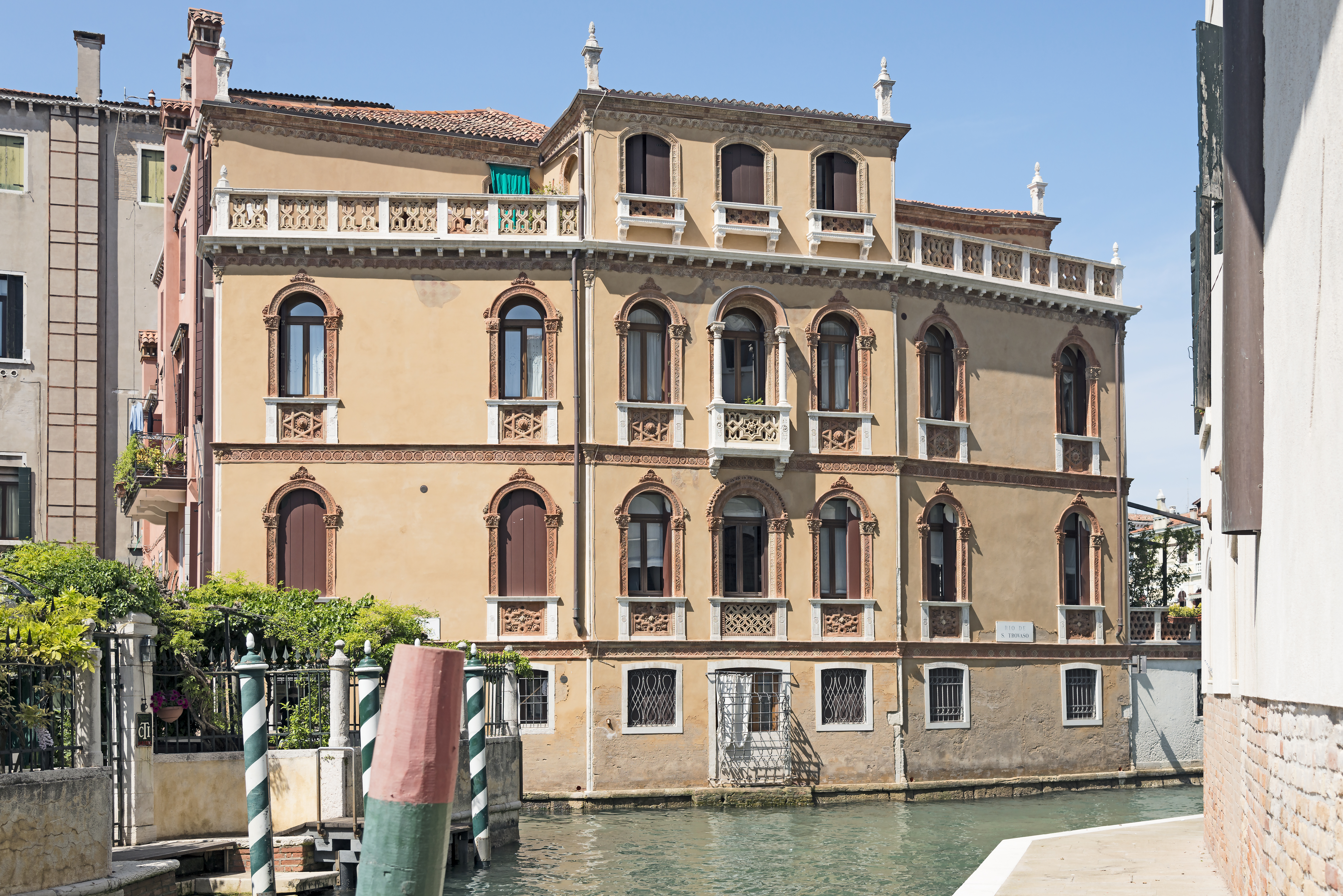
Abouchement au niveau de la Casa Mainella
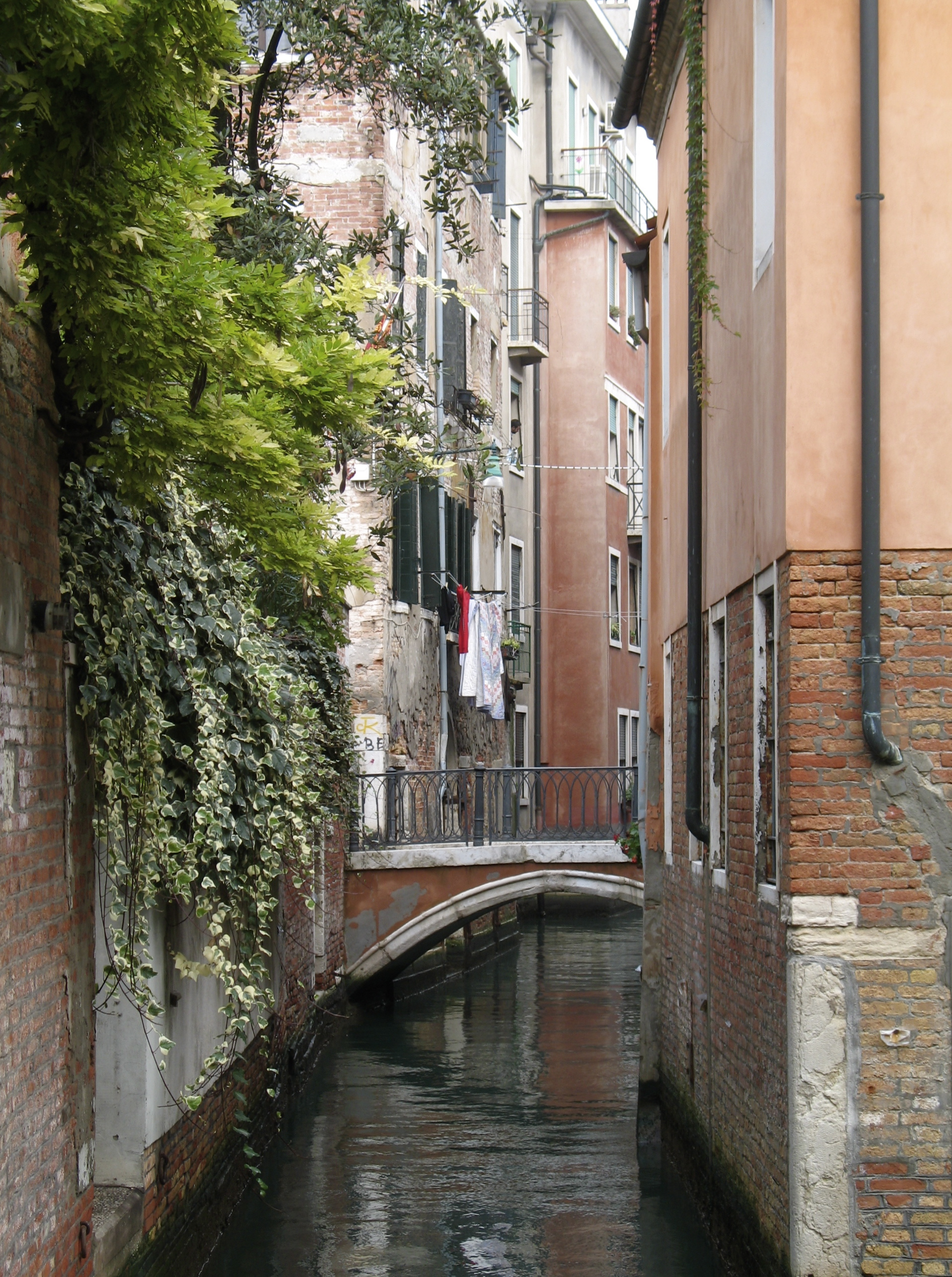
Le Rio et ponte della Toletta, vue vers l'est de la Fondamenta della Toletta; le pont relie calle du même nom et Ramo dei Cerchieri.
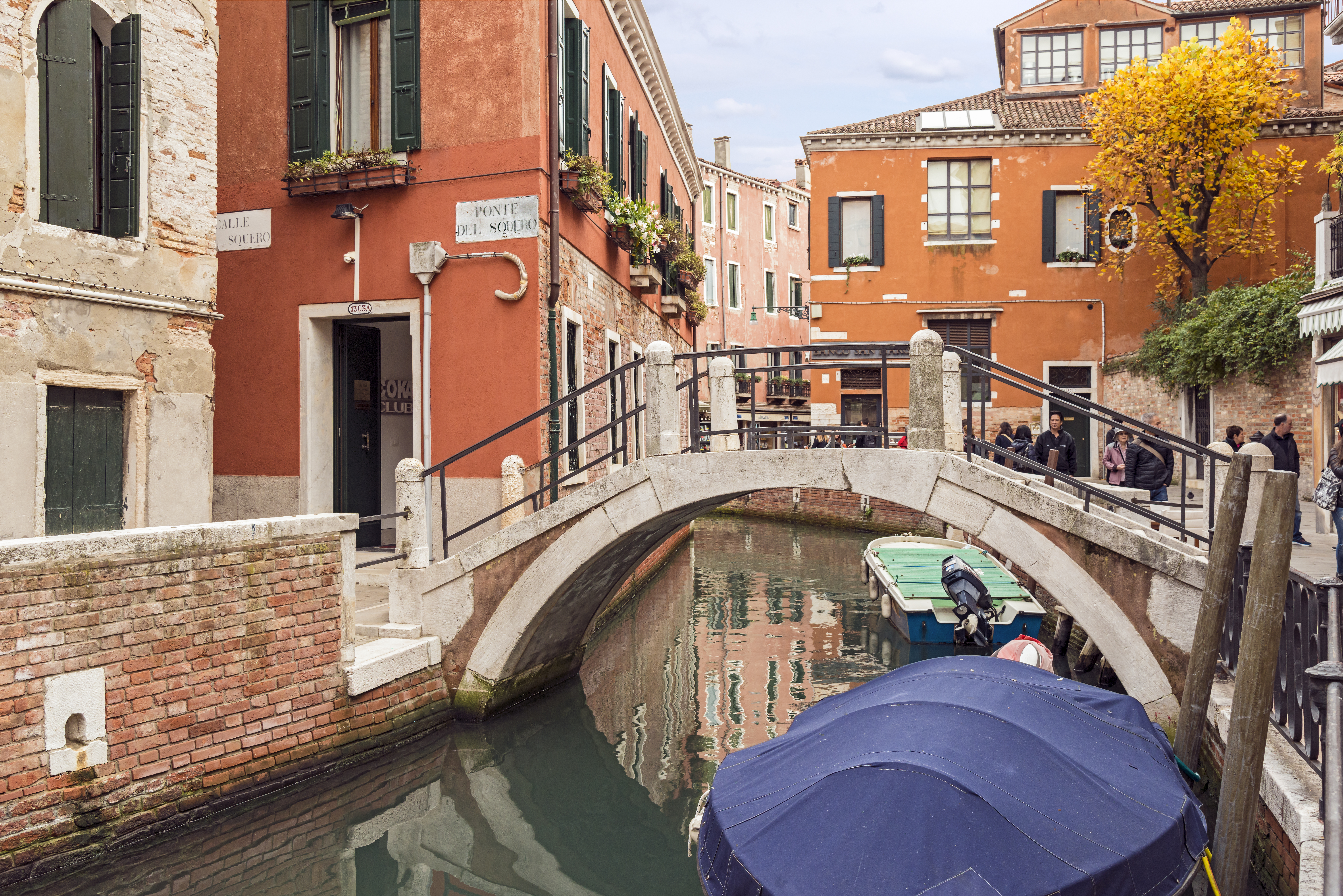
Ponte del Squero reliant calle du même nom et Calle de le Eremite. Le squero est un atelier de gondoles